# Maserati Quattroporte (2013)
La Maserati Quattroporte (codice interno M156) è un'autovettura del tipo berlina sportiva di lusso prodotta dalla casa automobilistica italiana Maserati dal 2013 al 2023. 
Sesta generazione dell'omonima vettura, è stata annunciata in via ufficiale nel novembre 2012 tramite una presentazione virtuale e l'apertura del sito web dedicato, per entrare in commercio nel 2013 e terminare la produzione con un esemplare unico dotato dell'ultimo motore V8 della azienda.

## Il contesto
La prima generazione della Maserati Quattroporte, disegnata dal carrozziere torinese Pietro Frua, fu presentata nel 1963. Negli anni, pur mantenendo una posizione ben marcata, quella di una grande berlina di lusso dalle spiccate capacità dinamiche e dall'indole estremamente sportiva, la Quattroporte, soprattutto dopo il passaggio della Maserati alla Ferrari, orienta le proprie caratteristiche sempre più verso il lato sportivo, non dedicandosi in egual modo, ma non per questo sottovalutandolo, al lusso e al comfort di marcia. La Quattroporte del 2003, pur essendo una grande berlina di oltre 5 metri, viene definita una vera e propria coupé sportiva alla quale sono state "aggiunte" due portiere. 
La Quattroporte inoltre affronta negli anni duemila un vero e proprio sviluppo del segmento delle coupé a quattro porte facendo proprio da modello precursore del segmento. Dopo quasi dieci anni, la Maserati ha dovuto sostituire un modello importantissimo della propria gamma; per farlo l'ha orientato maggiormente verso le preferenze del mercato, accostando alle già presenti prestazioni e doti dinamiche elevate, un incremento del comfort di marcia, aumentando il lusso a bordo, anche a discapito della sportività percepita nel disegno degli interni e nei volumi del veicolo.

## Descrizione

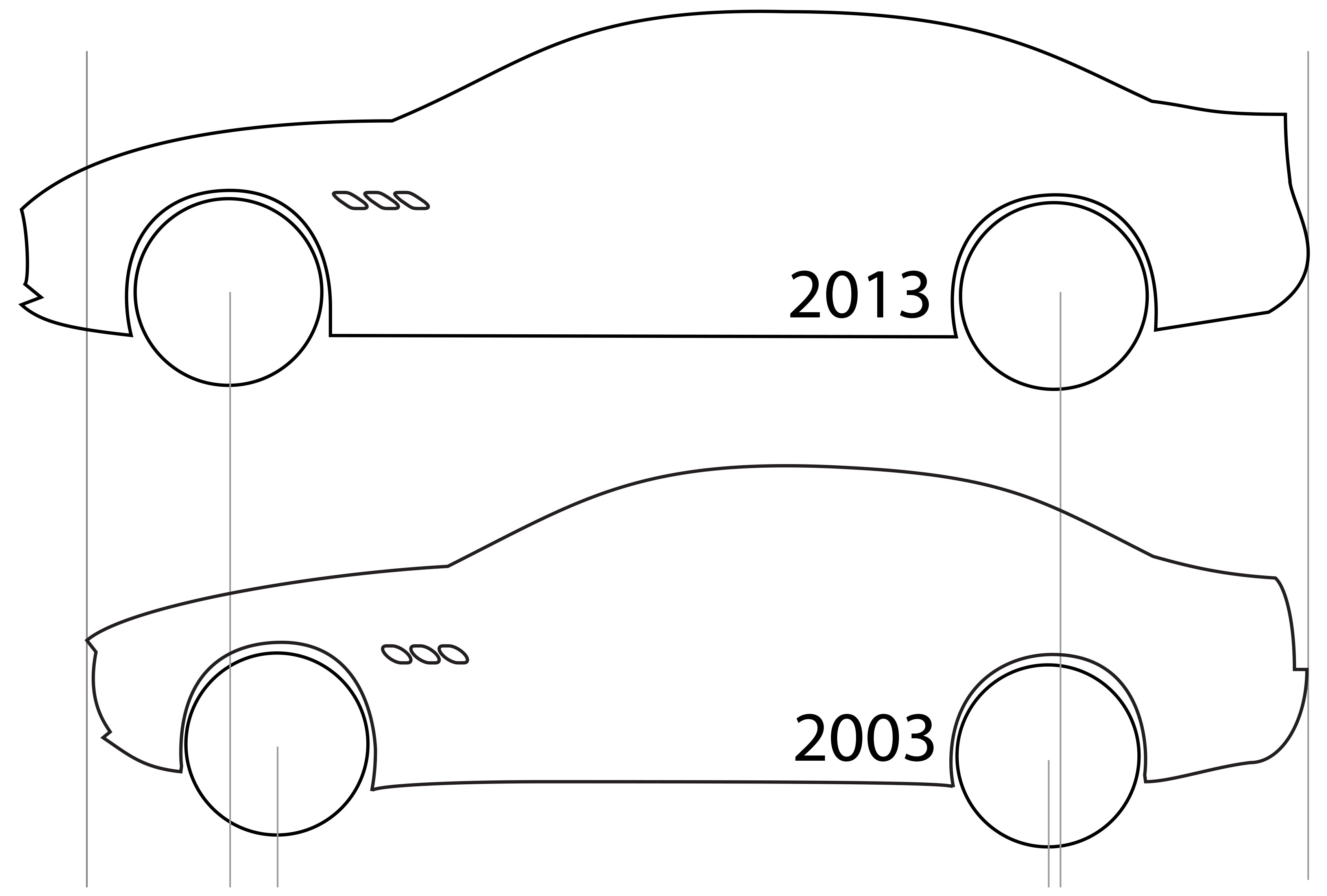
Differenza di stile e dimensioni fra la Quattroporte V e VI

La sesta generazione, per la cui presentazione ufficiale dal vivo è stato scelto il Salone di Detroit nel gennaio 2013, è una grande berlina lunga cinque metri e ventisei centimetri, venti in più della precedente versione. Si tratta di un modello di fondamentale importanza per il costruttore italiano che si è posto l'obiettivo di produrre 50.000 vetture l'anno (divise fra tutti i modelli della gamma Maserati) entro il 2015. Pur non essendo destinata ad essere il modello più venduto della gamma, per ovvie ragioni di posizionamento sul mercato, la Quattroporte ha il compito di mantenere alto il nome delle precedenti versioni e segnare un nuovo punto di riferimento per il settore. La vettura, come la precedente serie, è stata sviluppata congiuntamente in Emilia-Romagna dai tecnici Maserati e quelli Ferrari. Quest'ultima si occupa anche della produzione del propulsore, denominato Ferrari F154; si tratta di un V8 biturbo di nuova generazione completamente ri-progettato rispetto al precedente. La vettura viene assemblata a Torino presso gli stabilimenti ex-Bertone di Grugliasco, che la Fiat SpA ha acquistato nel 2010 per salvare dalla procedura fallimentare la storica carrozzeria torinese.
Rispetto al modello che va a sostituire, la Quattroporte del 2013 non aumenta solo in dimensioni, ma anche in abitabilità interna e capacità del bagagliaio, punti deboli della Quattroporte del 2003. Questo aumento complessivo dei volumi non è dato solo dall'aumento delle dimensioni, ma anche della riorganizzazione dei volumi e della disposizione delle parti fisse: il serbatoio, per esempio, è stato spostato sotto la pavimentazione (mentre prima era ubicato sotto i sedili).

## Stile

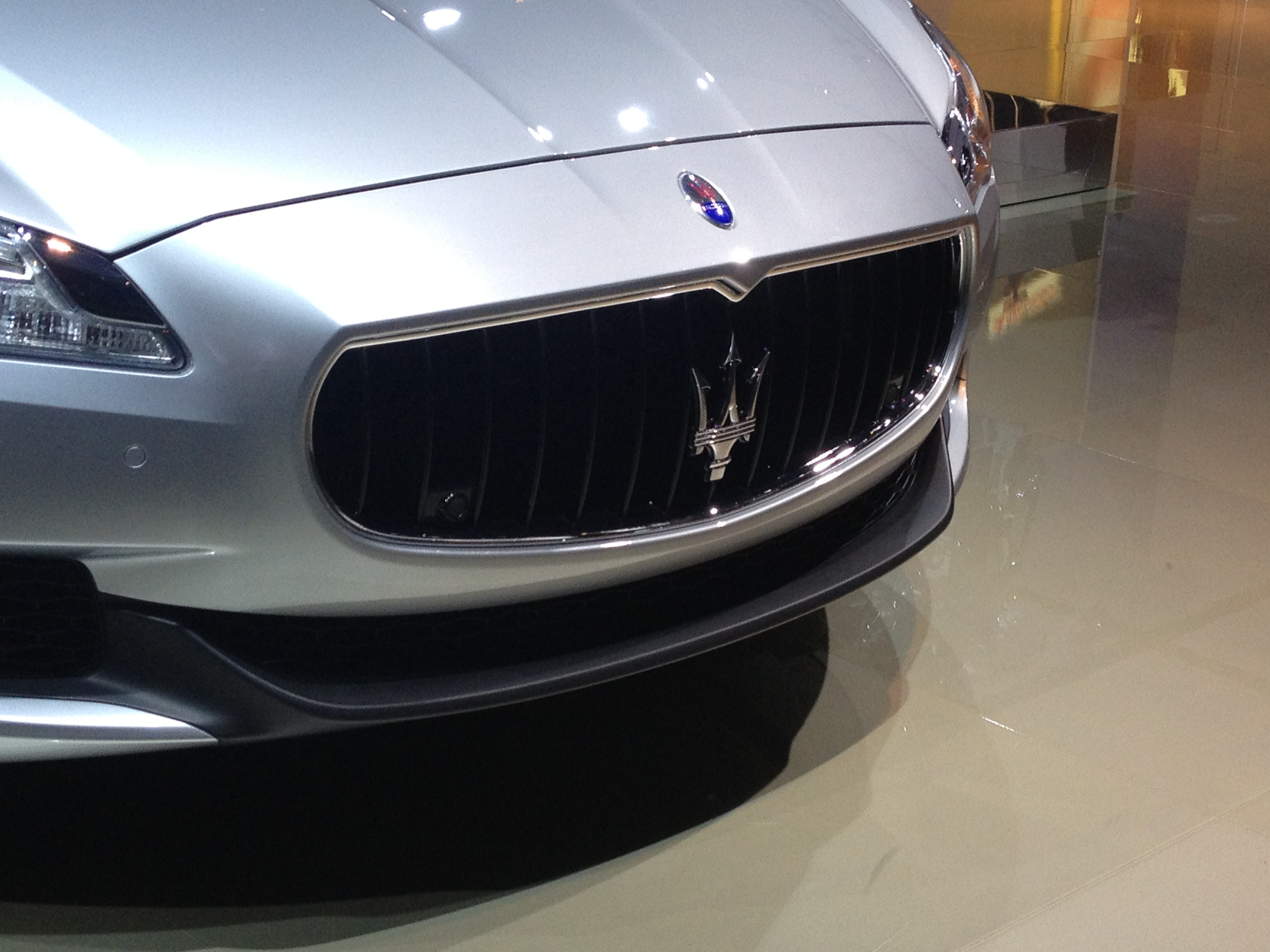
Particolare della griglia inserita nella calandra della "Quattroporte" con al centro il tridente Maserati

Oltre agli stilemi classici del marchio del tridente come la calandra, il montante triangolare o le tre prese d'aria sopra il passaruota anteriore, lo stile della vettura prende leggermente le distanze da quello del modello precedente. L'eleganza predomina, soprattutto se paragonata al modello che va a sostituire, in particolar modo negli interni, dove linee pulite e minimali mettono in evidenza qualità dei materiali, delle finiture e della realizzazione artigianale, dando più una percezione di auto lussuosa anziché di auto sportiva. Queste scelte sono evidentemente segnate dal mercato, che predilige sempre più un elevato comfort e appetibilità degli interni a discapito dell'emotività dell'abitacolo. Linee classiche sono molto presenti all'interno della vettura che richiama leggermente le grandi berline statunitensi, quasi ad avvicinarsi al mercato oltreoceano, sempre più importante per il marchio italiano. Anche l'elevata ricerca della razionalità e funzionalità della strumentazione è un chiaro messaggio rivolto al mercato del nuovo continente. Complessivamente la vettura risulta più dinamica della precedente, anche grazie alle maggiori dimensioni; la sportività e la leggerezza sono ricercate in quasi tutto il corpo della vettura. I gruppi ottici anteriori più aggressivi, ma meno eleganti, e quelli posteriori che in questa versione sono posizionati orizzontalmente come sulla GranTurismo, donano modernità e sportività al veicolo.
La fiancata, sebbene più filante del modello precedente, risulta leggermente appesantita all'altezza del montante posteriore, caratteristica data dall'evidente aumento delle dimensioni, anche dentro il passo, al fine di aumentare sensibilmente l'abitabilità, soprattutto posteriore (caratteristica deducibile anche dalla presenza del terzo finestrino). Questa particolarità dona alla Quattroporte un aspetto più fedele a una berlina classica rispetto al modello simil coupé del 2003.. Nel 2013 è stata presentata la Ghibli, più compatta e aggressiva, che va a colmare il vuoto del segmento berlina-coupé lasciato dalla Quattroporte V, allargando la gamma verso il basso e "giustificando" la minore sportività e maggiore eleganza della Quattroporte VI.
A richiamare lo spirito sportivo della vettura ci sono alcune soluzioni proprie dei modelli coupé, come la totale assenza delle cornici porta superiori anche nelle porte posteriori: il vetro, infatti, è completamente a filo col padiglione, del tutto privo di cornice. Alcuni elementi, come la fiancata, sono stati anticipati nel 2011 dal concept Maserati Kubang. Lo stile della vettura è stato curato da Lorenzo Ramaciotti (coordinatore dello stile dei marchi del gruppo Fiat) e Marco Tencone (responsabile del centro stile Maserati).

## Meccanica

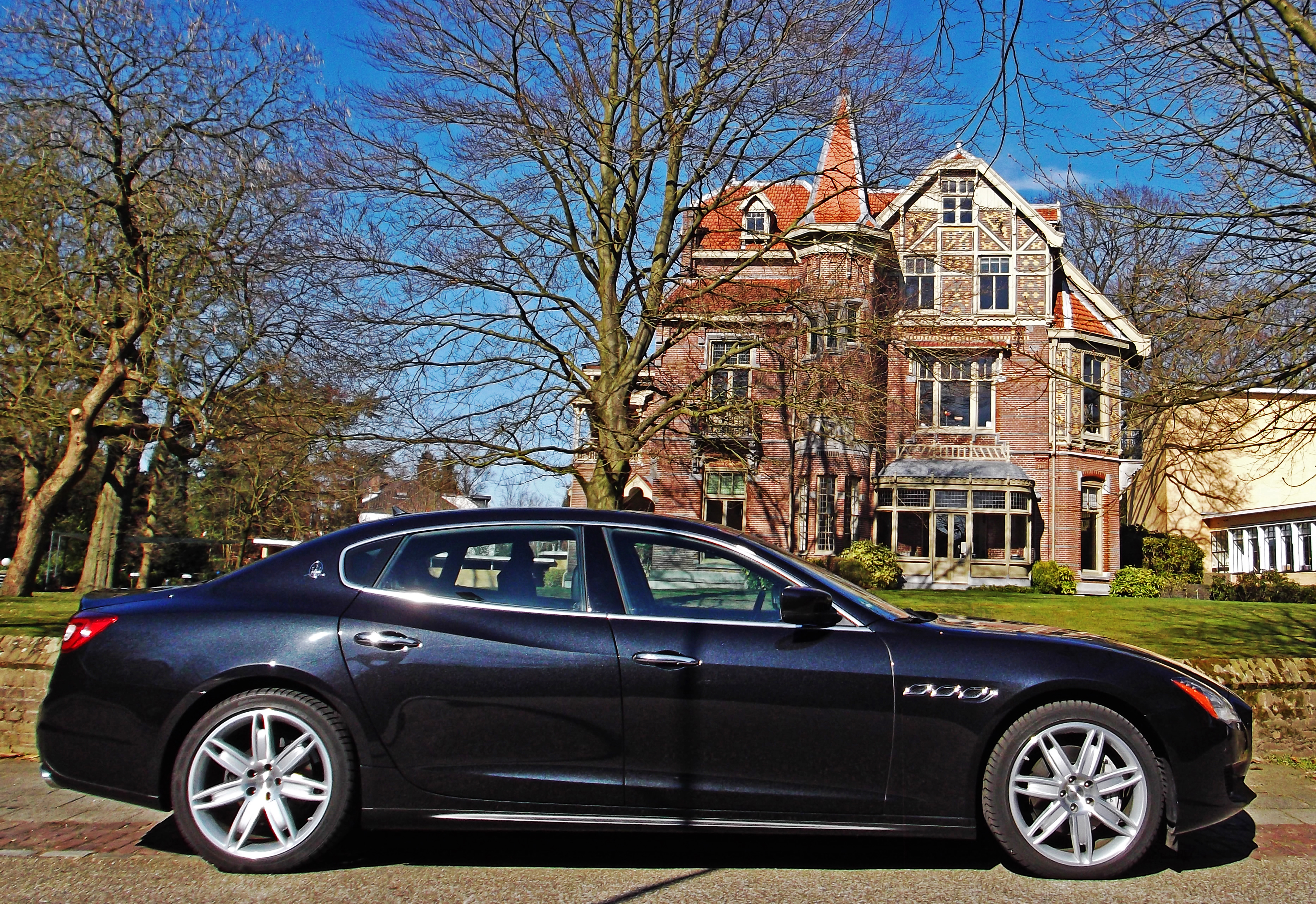
Linea laterale di una Maserati Quattroporte

La nuova Quattroporte viene realizzata su un telaio inedito denominato Pianale Maserati M156, sviluppato autonomamente da Maserati.
Rispetto alla Quattroporte della generazione precedente presenta molte migliorie. La vettura, realizzata per il 35% in alluminio, risulta più leggera di circa 1 Quintale e presenta una migliore ripartizione dei pesi. Inoltre è idonea ad ospitare svariate tipologie di motore, cosa che nella precedente versione non era possibile a causa delle caratteristiche del telaio stesso.
I motori destinati a questo veicolo sono i più potenti ed efficienti, in termini di rapporto prestazioni/consumi, mai realizzati da Maserati per i propri veicoli su strada. La vettura è dotata di cambio a otto rapporti regolabile in modalità sia completamente automatica sia sequenziale con comandi al volante. Il comportamento stradale è regolabile da tre impostazioni, morbida più attento al comfort e ai consumi, intermedia e infine la modalità sportiva che rende più aggressiva la risposta del motore e del cambio; inoltre è possibile selezionare anche una modalità che irrigidisce le sospensioni per un migliore comportamento dinamico della vettura.
Lo sterzo, anch'esso completamente nuovo rispetto alla precedente Quattroporte, adotta una servoassistenza di tipo elettro-idraulico ad azione variabile controllata elettronicamente, un sistema raro anche su altre vetture dello stesso segmento.

### Motori e prestazioni
La vettura, al momento del debutto è dotata di due motori di nuova progettazione: un 8 cilindri disposti a V di 90°, la cui cilindrata è di 3799 cm³, dotato di doppia sovralimentazione grazie a due turbocompressori,  è provvisto di un sistema di iniezione diretta ad alta pressione (fino a 200 bar), sviluppa una potenza massima di 390 kW (530 CV) in un regime compreso fra i 6500 e i 6800 giri/min, la coppia motrice raggiunge un picco di 710 Nm fra i 2250 e i 3500 giri/min di cui il 95% è già disponibile sotto i 1600 giri/min, valori che permettono alla vettura di raggiungere i 100 km/h con partenza da ferma in 4,7 secondi e una velocità massima di 307 km/h. Tale motore (abbinabile alla sola trazione posteriore) è denominato F154 AM: è stato progettato dalla Maserati insieme alla Ferrari e si basa sulla famiglia di motori Ferrari F154. La Ferrari si occupa anche della produzione del motore, presso il proprio stabilimento a Maranello.
Oltre che al V8, Maserati ha dedicato alla Quattroporte anche un motore V6 da 3,0 litri di cilindrata, l'F160, anch'esso inedito e anch'esso assemblato dalla Ferrari a Maranello.. Tale propulsore è abbinato alla trazione integrale, denominata commercialmente Q4. Questa denominazione è stata precedentemente impiegata per modelli Alfa Romeo, ma la tecnologia utilizzata da Maserati è estremamente differente, trattandosi di un sofisticato schema di trazione integrale intelligente che trasmette coppia alle ruote anteriori solo in caso di necessità, garantendo una ripartizione variabile in grado di adattarsi all'istante alle condizioni di aderenza di ciascuna ruota, ciò previene qualsiasi fenomeno di slittamento. In condizioni ottimali di aderenza, la coppia è interamente trasmessa alle ruote posteriori, garantendo un eccellente comportamento sportivo con totale assenza di sottosterzo. A partire dal primo trimestre 2014 sarà disponibile anche con la sola trazione posteriore. Come il V8, anche il V6 è bi-turbo e condivide molte soluzioni presenti sul V8. Eroga una potenza massima di 301 kW (410 CV) a 5500 giri/min e raggiunge una coppia massima di 550 Nm compresi tra 1500 e 5000 giri/min garantendo un'accelerazione da 0 a 100 km/h in 4,9 secondi (5,1 secondi con la trazione posteriore) e una velocità massima di 283 km/h (285 km/h con la trazione posteriore). È stato inoltre appositamente pensato per il mercato cinese (e non disponibile per altri mercati) una versione depotenziata del motore V6 da 3,0 litri: questa versione eroga 330 CV e costituisce la versione d'ingresso della gamma Quattroporte.

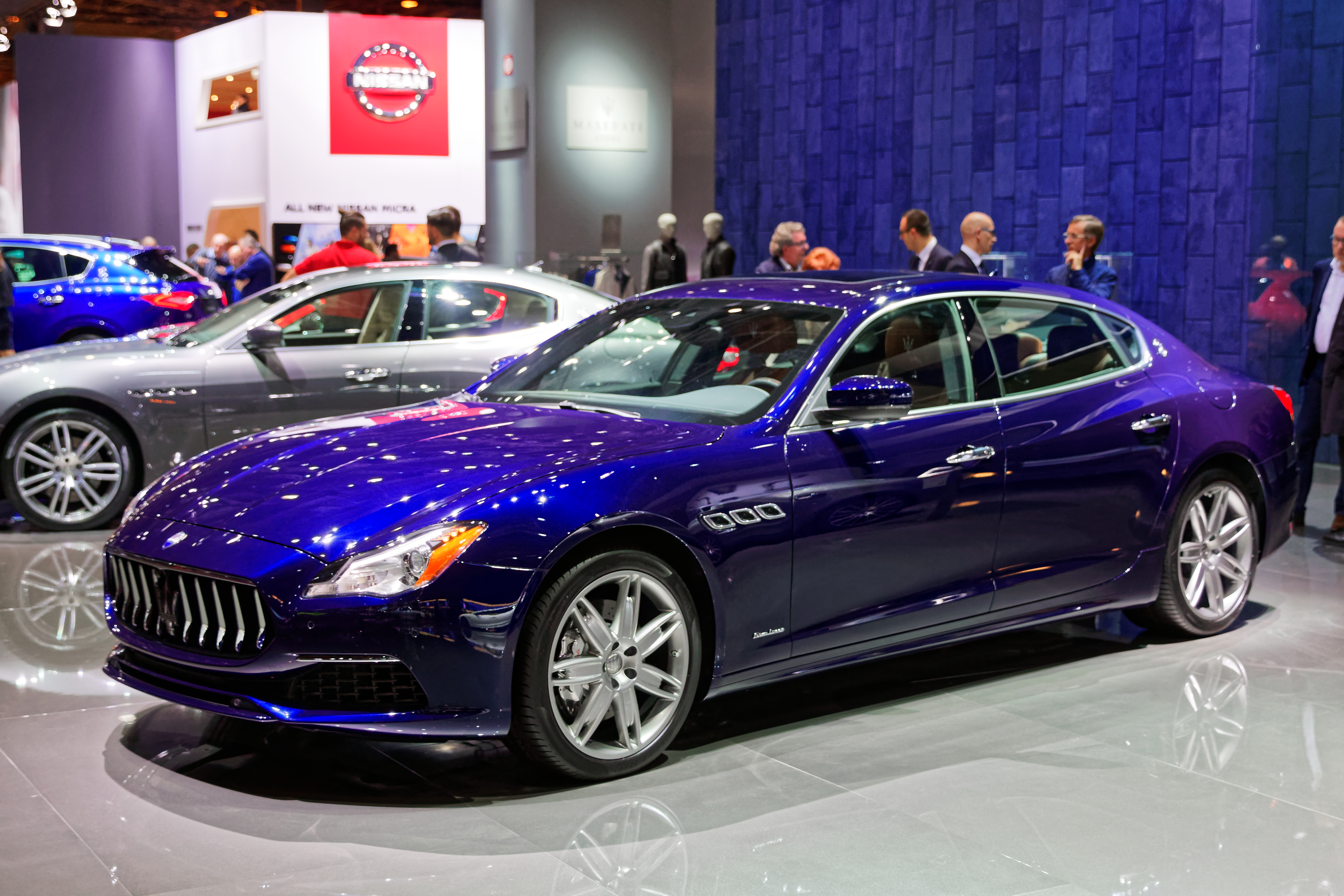
Quattroporte S Q4 restyling 2016

## Evoluzione

### Restyling 2016
La Quattroporte è stata sottoposta ad un restyling a metà del 2016. Esteticamente cambiano la griglia della calandra, ora con barre verticali cromate dal disegno simile nello stile a quello della Maserati Levante che, in caso di necessità si chiudono con un beneficio aerodinamico pari al 10%, un nuovo paraurti anteriore più affilato e spigoloso, nuove calotte degli specchietti, minigonne sottoporta laterali e diffusore posteriore; questi cambiamenti hanno portato benefici prestazionali con un incremento in tutte le versioni e motorizzazione della velocità massima. Cambiamenti vi sono stanti anche alla dotazione di serie, arricchita con l'introduzione di nuovi optional quali i dispositivi elettronici come il sistema anticollisione e la telecamera posteriore. Negli interni è stato aggiornato il sistema di infotainment con nuovi comandi e sono stati aggiunti e ampliati i vani portaoggetti.

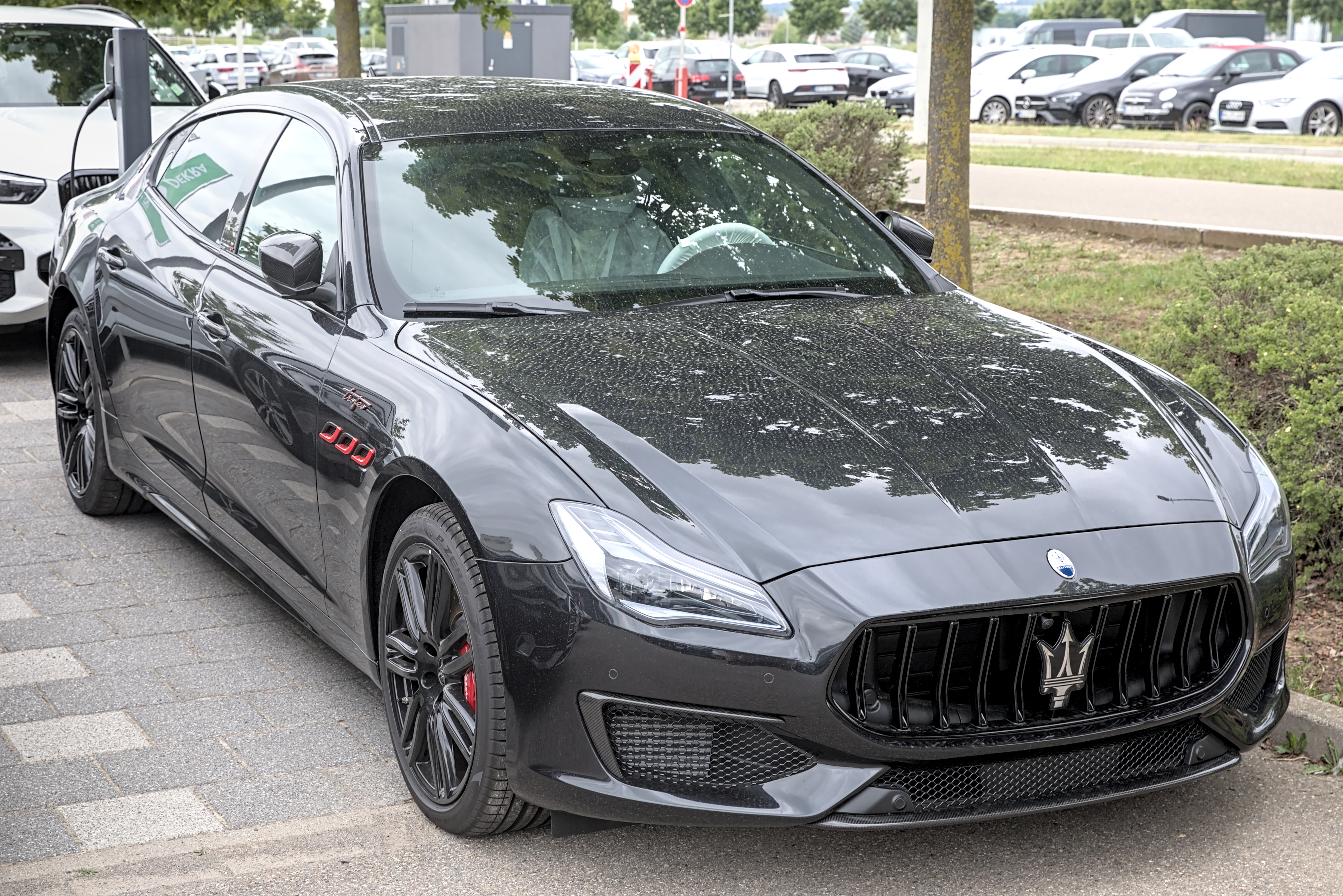
Quattroporte VI Trofeo

### Successive evoluzioni
Nel 2018 vengono introdotto nuovi sistemi di assistenza alla guida avanzati "ADAS", tra i quali l'Highway Assist, che combina l'azione del cruise control adattivo al sistema di mantenimento automatico della traiettoria, permettendo alla Quattroporte di raggiungere il Livello 2 di guida autonoma. Inoltre, debuttano i fari a matrice di LED adattivi e le portiere a chiusura servoassistita "soft close". In occasione del Goodwood Festival of Speed di luglio 2018, è stato presentato il Model Year 2019 del modello, che presenta nuove tinte esterne, cerchi in lega con disegno aggiornati, nuove minigonne per l'allestimento GranSport ed interni rifiniti in pelle Pieno Fiore. La Quattroporte Model Year 19 beneficia inoltre di una leva del cambio e del sistema multimediale rivisti, per risultare più facilmente utilizzabili.
Nell'estate 2020 viene introdotta la Quattroporte Trofeo, versione top di gamma alimentata da un motore V8 biturbo di derivazione Ferrari da 580 CV e 730 Nm di coppia, che permette alla vettura di raggiungere la velocità massima di 326 Km/h e di scattare nello 0-100 Km/h in 4,5 secondi. Esteticamente i cambiamenti rispetto alle altre versioni sono pochi, tra cui figurano finiture in fibra di carbonio nelle prese d’aria anteriori, nei paraurti posteriori e nelle minigonne laterali, cerchi da 21” forgiati in alluminio e dettagli di colore rosso.
La produzione termina nel quarto trimestre del 2023.

## Riepilogo versioni
| Modello             | Disponibilità               | Motore                  | Cilindrata | Potenza         | Coppia Massima          | Emissioni CO2 (g/Km) | 0–100 km/h (secondi) | Velocità max (Km/h) | Consumo medio (Km/l) |
| ------------------- | --------------------------- | ----------------------- | ---------- | --------------- | ----------------------- | -------------------- | -------------------- | ------------------- | -------------------- |
| 3.0 V6 Biturbo      | non previsto per mercato UE | 6 cilindri a V, Benzina | 2.979 cm³  | 243 kW (330 CV) | 500 N·m @1.750 giri/min | 228                  | 5,6                  | 263                 | 10,2                 |
| 3.0 V6 Biturbo S    | dal debutto                 | 6 cilindri a V, Benzina | 2.979 cm³  | 301 kW (410 CV) | 550 N·m @1.750 giri/min | 244                  | 5,1                  | 285                 | 9,5                  |
| 3.0 V6 Biturbo S Q4 | dal debutto                 | 6 cilindri a V, Benzina | 2.979 cm³  | 301 kW (410 CV) | 550 N·m @1.750 giri/min | 246                  | 4,9                  | 283                 | 9,4                  |
| 3.8 V8 Biturbo GTS  | dal debutto                 | 8 cilindri a V, Benzina | 3.798 cm³  | 390 kW (530 CV) | 710 N·m @2.250 giri/min | 274                  | 4,7                  | 307                 | 8,5                  |
| 3.0 V6 Diesel 250   | da fine 2013                | 6 cilindri a V, Diesel  | 2.987 cm³  | 184 kW (250 CV) | 600 N·m @2.000 giri/min | 163                  | 6,8                  | 240                 | 16,1                 |
| 3.0 V6 Diesel 275   | da fine 2013                | 6 cilindri a V, Diesel  | 2.987 cm³  | 202 kW (275 CV) | 600 N·m @2.000 giri/min | 163                  | 6,4                  | 250                 | 16,1                 |